# NGC 6471-2
NGC 6471-2 is een spiraalvormig sterrenstelsel in het sterrenbeeld Draak. Het hemelobject werd op 25 september 1886 ontdekt door de Amerikaanse astronoom Lewis A. Swift.

## Synoniemen
- UGC 10973
- MCG 11-21-24
- ZWG 321.38
- ZWG 322.9
- KAZ 159